# Neustadt am Kulm
Neustadt am Kulm – miasto w Niemczech, w kraju związkowym Bawaria, w rejencji Górny Palatynat, w regionie Oberpfalz-Nord, w powiecie Neustadt an der Waldnaab.
Neustadt wchodzi w skład wspólnoty administracyjnej Eschenbach in der Oberpfalz. Leży w Jurze Frankońskiej, około 27 km na północny zachód od Neustadt an der Waldnaab, przy linii kolejowej Weiden in der Oberpfalz – Bayreuth.

## Dzielnice
W skład miasta wchodzą następujące dzielnice: 
- Neustadt am Kulm
- Baumgartenhof
- Firkenhof
- Filchendorf
- Lämmershof
- Mockersdorf
- Neumühle
- Scheckenhof
- Tremau

## Demografia
| Rok  | Liczba mieszk. |
| 1970 | 1 346          |
| 1987 | 1 311          |
| 2000 | 1 335          |

## Miasta partnerskie
Miejscowości partnerskie:
- Lichtenau, Saksonia
- Speichersdorf, Bawaria